# Cyrtobagous salviniae
Cyrtobagous salviniae là một loài mọt có tên gọi mọt salvinia. Chúng được sử dụng làm một tác nhân kiểm soát sinh vật chống lại giant salvinia (Salvinia molesta).
Con trưởng thành dài khoảng 2 mm. Nó có màu nâu trong vài ngày đầu trưởng thành và sau đó chuyển qua màu đen bóng. Con cái đẻ hơn 300 trứng nhưng đẻ từng trứng một ở các lá thấp hơn. Loài này bản địa Nam Mỹ và được du nhập ở vài nơi.

## Hình ảnh

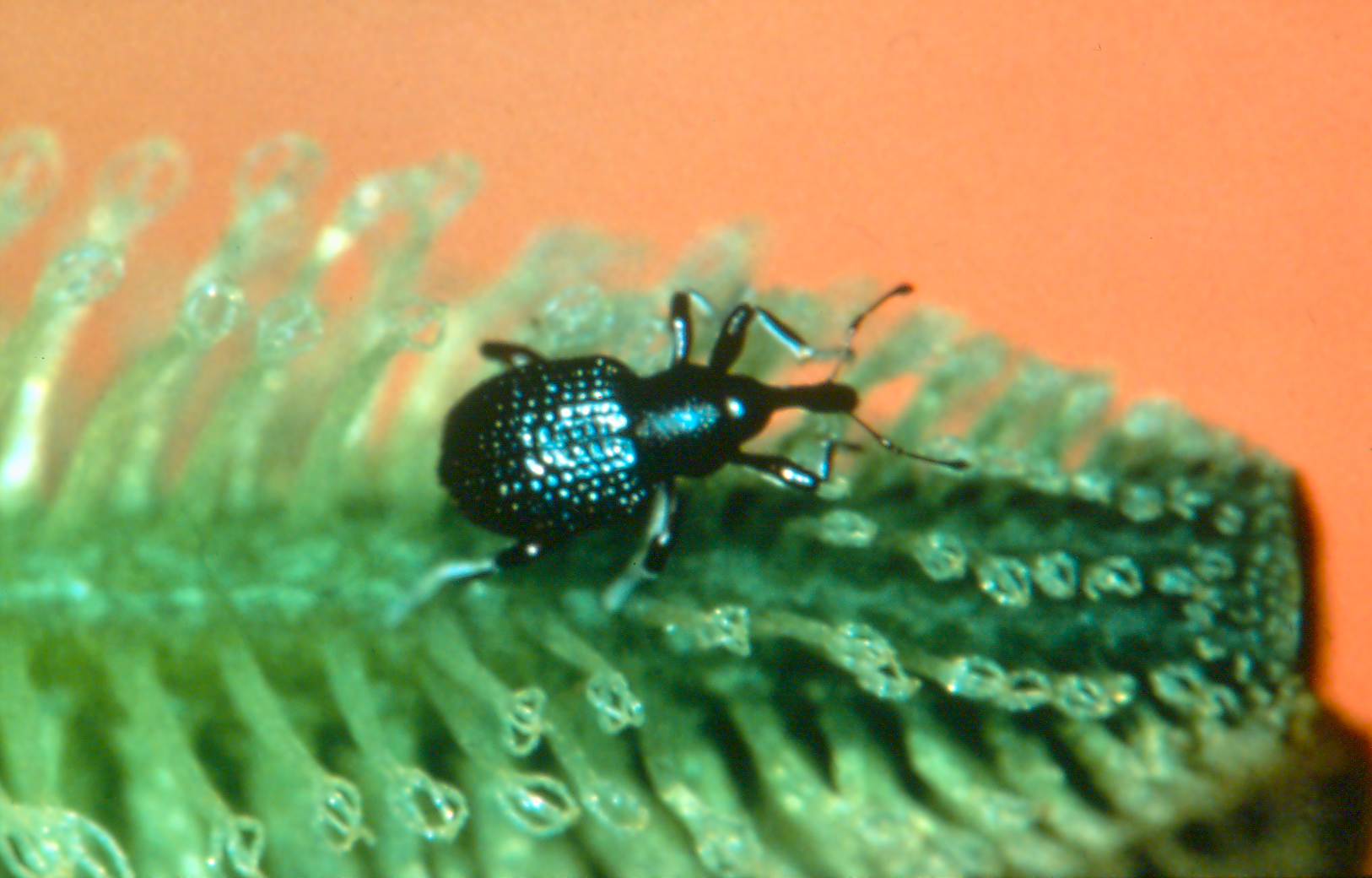